# Antika
Klasična antika (tudi klasično obdobje), tudi preprosto antika je obdobje kulturne zgodovine med 8. stoletjem pred našim štetjem in 5. stoletjem našega štetja s središčem na Sredozemskem morju, ki obsega prepletene civilizacije antične Grčije in starega Rima, znane kot grško-rimski svet. To je obdobje, v katerem sta tako grška kot rimska družba cveteli in imeli ogromen vpliv po večjem delu Evrope, severne Afrike in zahodne Azije.
Po navadi se začetek antične dobe umešča med najzgodnejše Homerjeve pesmi (8. stoletje pr. n. št.), skozi vzpon krščanstva in propad Rimskega cesarstva (5. stoletje), konča pa se z začetkom zgodnjega srednjega veka (7. do 11. stoletje). Antična doba ima pogosto idealizirano podobo med ljudmi, Edgar Allan Poe pa obdobje označi z besedami »slava Grčije in veličina Rima!«.
Kultura starih Grkov, skupaj z nekaterimi vplivi iz starega Bližnjega vzhoda, je bila osnova evropske umetnosti, filozofije, družbe in izobraževanja. Rimljani so ohranjali, posnemali in širili to kulturo po Evropi, dokler tudi sami niso bili sposobni tekmovati z njo in je klasični svet začel govoriti latinsko in grško. Ta grško-rimska kulturna podlaga je imela izjemen vpliv na jezik, politiko, pravo, izobraževalne sisteme, filozofijo, znanost, vojskovanje, poezijo, zgodovinopisje, etiko, retoriko, umetnost in arhitekturo sodobnega sveta.
Preživeli fragmenti klasične kulture so pripeljali do preporoda, ki se je začel v 14. stoletju in je kasneje postal znan kot renesansa, v 18. in 19. stoletju pa so se zgodili različni neoklasicistični preporodi.

## Arhaična doba (8. do 6. stoletje pr. n. št.)
Najzgodnejše obdobje klasične antike poteka v ozadju postopnega ponovnega pojavljanja zgodovinskih virov po propadu bronaste dobe. 8. in 7. stoletje pred našim štetjem sta še vedno v veliki meri protozgodovinski, z najzgodnejšimi grškimi abecednimi napisi, ki so se pojavili v prvi polovici 8. stoletja. Za Homerja se običajno domneva, da je živel v 8. ali 7. stoletju pr. n. št., njegovo življenje pa se pogosto šteje za začetek klasične antike. V isto obdobje pade tradicionalni datum ustanovitve antičnih olimpijskih iger, leta 776 pr. n. št.

### Feničani in Kartažani in Asirci
Feničani so se prvotno razširili iz kanaanskih pristanišč in do 8. stoletja prevladovali v trgovini v Sredozemlju. Antična Kartagina je bila ustanovljena leta 814 pr. n. št., Kartažani pa so do leta 700 pr. n. št. ustanovili trdne trdnjave na Siciliji, v Italiji in Sardiniji, kar je povzročilo navzkrižje interesov z Etrurijo. Stela, najdena v Kitionu na Cipru, obeležuje zmago kralja Sargona II. leta 709 pr. n. št. nad sedmimi kralji otoka, kar pomeni pomemben korak pri prenosu Cipra izpod vladavine Tirije v Novoasirsko cesarstvo.

### Grčija
Arhaično obdobje je sledilo grškemu temnemu srednjemu veku, ko so se na Grški polotok začela priseljevati nova ljudstva. Močno se je razvila politična teorija, vzniknili pa so demokracija, filozofija, gledališče in poezija, predvsem pa revitalizacija pisnega jezika (ki je bil izgubljen v temnem srednjem veku). V lončarstvu so Grki v tem času razvili orientalski slog in se odmaknili z geometričnega sloga, ki je prevladoval v prejšnjem obdobju. Najbolj sta na slog vplivala Fenicija in Sirija.

### Italija v železni dobi
Do poznega 7. stoletja so na italijanskem polotoku politični nadzor vzpostavili Etruščani s svojo aristokratsko elito. Moč so izgubili proti koncu 6. stoletja, kar so izkoristila italska ljudstva, ki so tod vzpostavila republiko in omejila moč vladarjev.

### Rimsko kraljestvo
Legenda o nastanku Rima pripoveduje, da sta mesto 21. aprila 753 ustanovila potomca trojanskega princa Eneja, Romul in Rem. Enej, ki je bežal iz goreče Troje, naj bi prišel v današnji Lacij in si tam ustvaril posestvo. Njegov sin je sezidal mesto Alba Longa, ki je bilo predhodnik Rima. Ker je bilo mesto brez žensk, legenda pravi, da so Latinci povabili Sabince na festival in jim ukradli neporočene deklice, kar je vodilo do integracije Latincev in Sabincev. Ustanovil naj bi kraljevski mestni rod, ki je obstajal kakih 300 let. Iz tega rodu naj bi bila tudi dvojčka Romul in Rem, sinova Ree Silvije in boga Marsa, ki ju je stric njune matere Amulij zaradi želje po oblasti hotel odstraniti. Dojenčka je dal vreči v reko Tibero, vendar je košaro z njima naplavilo na obrežje, kjer naj bi ju našla volkulja in ju celo hranila s svojim mlekom, kasneje pa so ju vzredili pastirji. Ko sta odrasla, sta maščevala storjeno krivico in pozneje na sedmih gričih ustanovila mesto. Po sporu med zidavo mesta je Romul ubil brata Rema in zavladal sam, mesto pa naj bi po njem dobilo ime Roma.
Arheološka najdišča prvih sledi rimske naselbine datirajo prav v sredino 8. stoletja, naselbine na Palatinskem griču pa naj bi segale v 10. stoletje pr. n. št. Sedmi in zadnji kralj Rima je bil Tarkvinij Ošabni. Kot sin Tarkvinija Priska in zet Servija Tulija je bil Superb etruščanskega rodu. Med njegovo vladavino so Etruščani dosegli vrhunec moči. Superb je s Tarpejske skale odstranil in uničil vsa sabinska svetišča in oltarje, kar je razjezilo prebivalce Rima. Ljudje so začeli ugovarjati njegovi vladavini, ko ni priznal posilstva Lukrecije, rimskega patricija, ki ga je storil njegov sin. Lukrecijin sorodnik Lucij Junij Brut (prednik Marka Bruta) je sklical senat in leta 510 pr. n. št. Superba in monarhijo izgnal iz Rima. Po izgonu Superba je senat leta 509 pr. n. št. izglasoval, da nikoli več ne dovoli vladavine kralja, in reformiral Rim v republikansko vlado.

## Klasična Grčija (5. do 4. stoletje pr. n. št.)
Klasično obdobje antične Grčije je trajalo večino 5. in 4. stoletja, natančneje od padca atenske tiranije leta 510 do smrti Aleksandra Velikega leta 323 pr. n. št. Leta 510 so Špartanci Atencem pomagali s prestola vreči kralja Hipija, Pejzistratovega sina. Špartanski kralj Kleomen I. je v Atenah nato postavil prošpartansko oligarhijo, ki jo je vodil Izagora.
Ko so po zmagi v grško-perzijski vojni na začetku 5. stoletja, sklenjene s Kalijskim mirom, niso prinesle samo osvoboditve Grčije, Makedonije, Trakije in Jonije izpod perzijske oblasti, Atene postale vodilna sila Atiško-delske pomorske zveze, se je Šparta sprla s Peloponeško zvezo, kar je vodilo v peloponeško vojno (431–404 pr. n. št.), v kateri je Šparta zmagala. 
Grčija je vstopila v 4. stoletje pod špartansko hegemonijo, vendar so leta 395 pr. n. št. špartanski vladarji odstranili Lizandra s položaja in Šparta je izgubila svojo pomorsko prevlado. Atene, Argos, Tebe in Antični Korint, od katerih sta bila zadnja dva prej špartanska zaveznika, so izpodbijali špartansko prevlado v korintski vojni, ki se je neuspešno končala leta 387 pr. n. št. Kasneje, leta 371 pred našim štetjem, sta tebanska generala Epaminond in Pelopid zmagala v bitki pri Leuktri. Rezultat te bitke je bil konec špartanske nadvlade in vzpostavitev tebanske hegemonije. Tebe so poskušale obdržati svoj položaj, dokler jih leta 346 pr. n. št. ni končno zasenčila naraščajoča moč Makedonije.
Pod Filipom II. (359–336 pr. n. št.) se je Makedonija razširila na ozemlje Pajonov, Tračanov in Ilirov. Filipovemu sinu Aleksandru Velikemu (356–323 pr. n. št.) je uspelo za kratek čas razširiti makedonsko oblast ne le nad osrednjimi grškimi mestnimi državami, temveč tudi na Perzijsko cesarstvo, vključno z Egiptom in deželami daleč na vzhodu do obrobja Indije. Klasično obdobje se konvencionalno konča z Aleksandrovo smrtjo leta 323 pr. n. št. in razdrobitvijo njegovega cesarstva, ki je bilo v tem času razdeljeno med diadohe.

## Helenistično obdobje (323 - 146 pr. n. št.)
Antična Grčija je vstopila v helenistično obdobje z vzponom makedonskega imperija in osvajalskimi pohodi Aleksandra Velikega. Grščina je v tem času postala lingua franca daleč onkraj grških meja, helenistična kultura pa se je srečala s Perzijo, Srednjo Azijo, Indijo in Egiptom. Znanost je močno napredovala, vključno z geografijo, astronomijo in matematiko. Najvplivnejši misleci so bili Aristotelovi učenci.
Helenistično obdobje se je končalo z vzponom Rimske republike in rimsko okupacijo Grčije leta 146 pr. n. št.

## Rimska republika (5. do 1. stoletje pr. n. št.)
Republikansko obdobje starega Rima se je začelo s strmoglavljenjem monarhije ok. 509 pr. n. št. in je trajalo več kot 450 let, dokler ni bilo sprevrženo skozi vrsto državljanskih vojn v obliko vlade principata in cesarsko obdobje. V pol tisočletja republike se je Rim povzpel iz regionalne sile Lacija v dominantno silo v Italiji in drugod. Združitev Italije pod rimsko hegemonijo je bil postopen proces, ki je bil posledica niza spopadov v 4. in 3. stoletju, samnitskih vojn, latinske vojne in Pirove vojne. Rimska zmaga v punskih vojnah in makedonskih vojnah je Rim vzpostavila kot nadregionalno silo do 2. stoletja pr. n. št., čemur je sledila pridobitev Grčije in Male Azije. Ta izjemen porast moči so spremljali gospodarska nestabilnost in družbeni nemiri, ki so pripeljali do Katilinove zarote, socialne vojne in prvega triumvirata, politično zvezo Julija Cezarja, Licinija Krasa in Pompeja Magna ter končno preoblikovanja v Rimsko cesarstvo v drugi polovici 1. stoletja pr. n. št.

## Rimsko cesarstvo (1. stoletje pr. n. št. do 5 stoletje n. št.)
Sodobni zgodovinarji oporekajo natančnemu koncu republike; rimski državljani tistega časa niso priznali, da je republika prenehala obstajati. Zgodnji julijsko-klavdijski cesarji so trdili, da res publica še vedno obstaja, čeprav pod zaščito njihovih izrednih pooblastil, in da se bo sčasoma vrnila v svojo popolno republikansko obliko. Rimska država se je še naprej imenovala res publica, dokler je  uporabljala latinščino kot uradni jezik.
Rim je pridobil cesarski značaj de facto od 130. let pr. n. št. s pridobitvijo Cisalpinske Galije, Ilirije, Antične Grčije in Hispanije ter vsekakor z dodatkom Judeje, Male Azije in Galije v 1. stoletju pr. n. št. V času največje razširitve cesarstva pod Trajanom (117 n. št.) je Rim nadzoroval celotno Sredozemlje, pa tudi Galijo, dele Germanije in Britanije, Balkan, Dakijo, Malo Azijo, Kavkaz in Mezopotamijo.
Kulturno je bilo Rimsko cesarstvo precej helenizirano, vendar je bilo tudi priča vzponu sinkretičnih »vzhodnih« tradicij, kot so mitraizem, gnosticizem in predvsem krščanstvo.
Čeprav so ga včasih primerjali s klasično Grčijo, je klasični Rim poznal velike razlike v njihovem družinskem življenju. Očetje so imeli veliko moč nad otroki, možje pa nad ženami. Pravzaprav se je beseda družina, familia v latinščini, nanašala na tiste, ki so bili pod oblastjo moškega poglavarja gospodinjstva. To je vključevalo nepovezane člane, kot so sužnji in služabniki. V zakonu sta bila tako moški kot ženska zvesta drug drugemu in sta si delila lastnino. Ločitev je bila prvič dovoljena v 1. stoletju pr. n. št. in jo je lahko storil moški ali ženska.

## Pozna antika (4. do 7. stoletje)
Rimsko cesarstvo je začelo propadati v krizi 3. stoletja. V pozni antiki je prišlo tudi do vzpona krščanstva pod Konstantinom I., ki je s Teodozijevimi dekreti leta 393 dokončno izrinil rimski cesarski kult. Zaporedni vdori germanskih plemen so dokončno zaključili propad Zahodnega rimskega cesarstva v 5. stoletju, medtem ko je Vzhodno rimsko cesarstvo vztrajalo vseskozi srednji vek, v državi, ki so jo državljani imenovali Rimsko cesarstvo, kasnejši zgodovinarji pa Bizantinsko cesarstvo. Helenistično filozofijo je nasledil nadaljnji razvoj platonizma in epikurejstva, pri čemer je neoplatonizem sčasoma vplival na teologijo cerkvenih očetov.
Številni pisci so poskušali simbolični "konec" antike označiti z določenim datumom, pri čemer sta bila najvidnejša datuma odstavitev zadnjega zahodnorimskega cesarja leta 476 zaprtje zadnje Platonove akademije v Atenah s vzhodnorimski cesar Justinijan I. leta 529 in osvojitev večjega dela Sredozemlja s strani nove muslimanske vere od 634 do 718. Ta muslimanska osvajanja Sirije (637), Egipta (639), Cipra (654), Severne Afrike (665), Hispanije (718), južne Galije (720), Krete (820) in Sicilije (827), Malte ( 870) (in obleganja vzhodnorimske prestolnice, prvo arabsko obleganje Konstantinopla (674–78) in drugo arabsko obleganje Konstantinopla (717–18)) so pretrgale gospodarske, kulturne in politične vezi, ki so tradicionalno združevale klasične kulture okoli Sredozemlja, konec antike.[21]
V poznem 6. stoletju je prvotni rimski senat še naprej izdajal odredbe in zadnji vzhodnorimski cesar, ki je uporabljal latinščino kot jezik na svojem dvoru v Konstantinoplu, je bil cesar Mavricij, ki je vladal do leta 602. Mavricija je strmoglavila njegova uporniška donavska vojska pod vodstvom Foka, ki je povzročil slovansko invazijo na Balkan in propad balkanske in grške urbane kulture (kar je pripeljalo do bega balkanskih govorcev latinščine v gore, sprožil pa je tudi bizantinsko-sasanidsko vojno 602–628. v kateri so bila izgubljena vsa velika vzhodna mesta razen Konstantinopla. Posledični pretresi se niso končali, dokler muslimanska osvajanja v 7. stoletju niso dokončala nepopravljive izgube vseh največjih vzhodnorimskih cesarskih mest razen same prestolnice. Cesar Heraklij v Konstantinoplu, ki je nastopil v tem obdobju, je svoj dvor vodil v grščini, ne v latinščini, čeprav je bila grščina vedno upravni jezik vzhodnih rimskih regij. Vzhodno-zahodne povezave so oslabele s koncem bizantinskega papeštva.
Glavno mesto Vzhodnega rimskega cesarstva, Konstantinopel, je ostalo kot edino neosvojeno veliko urbano središče prvotnega Rimskega cesarstva, pa tudi največje mesto v Evropi. Kljub temu so tam preživele številne klasične knjige, kipi in tehnologije, skupaj s klasično rimsko kuhinjo in znanstvenimi tradicijami, vse do srednjega veka, ko so veliko tega »ponovno odkrili« obiskujoči zahodni križarji. Pravzaprav so se prebivalci Konstantinopla še naprej imenovali Rimljani, tako kot njihovi končni osvajalci leta 1453, Osmani. Klasično učenost in kulturo, ki sta se še ohranili v Konstantinoplu, so prinesli begunci, ki so bežali pred njegovo osvojitvijo leta 1453 in so pomagali sprožiti renesanso.
Končno je bila počasna, zapletena in postopna sprememba družbeno-ekonomske strukture v evropski zgodovini tista, ki je privedla do prehoda med klasično antiko in srednjeveško družbo in noben določen datum tega ne more resnično ponazoriti.

## Kulturna zapuščina
Klasična antika je širok pojem za dolgo obdobje kulturne zgodovine. Tako širok vzorec zgodovine in ozemlja zajema veliko precej različnih kultur in obdobij. »Klasična antika« se pogosto nanaša na idealizirano vizijo poznejših ljudi, na to, kar je bilo, po besedah Edgarja Allana Poeja,
slava, ki je bila Grčija, veličina, ki je bil Rim!
V 18. in 19. stoletju našega štetja je bilo spoštovanje klasične antike v Evropi in Združenih državah veliko večje kot danes. Spoštovanje starodavnih grških in rimskih ljudi je vplivalo na politiko, filozofijo, kiparstvo, literaturo, gledališče, izobraževanje, arhitekturo in spolnost.
Epska poezija v latinščini se je še naprej pisala in krožila tudi v 19. stoletju. John Milton in celo Arthur Rimbaud sta dobila svojo prvo pesniško izobrazbo v latinščini. Zvrsti, kot so epska poezija, pastoralni verzi in neskončna uporaba likov in tem iz grške mitologije, so pustile globok pečat v zahodni literaturi. V arhitekturi je bilo več grških preporodov, za katere se zdi, da jih je v retrospektivi bolj navdihnila rimska arhitektura kot starogrška. Washington, D.C., je poln velikih marmornatih stavb s fasadami, ki so videti kot grški templji, s stebri, zgrajenimi v klasičnih arhitekturnih redih.
V filozofiji je misel sv. Tomaža Akvinskega v veliki meri izhajala iz Aristotelove, kljub vmesni spremembi vere iz helenskega politeizma v krščanstvo. Grške in rimske avtoritete, kot sta Hipokrat in Galen, so tvorile temelje medicinske prakse še dlje, kot je grška misel prevladovala v filozofiji. V francoskem gledališču so tragiki, kot sta Molière in Racine, pisali igre o mitoloških ali klasičnih zgodovinskih temah in jih podvrgli strogim pravilom klasičnih enot, ki izhajajo iz Aristotelove Poetika (Aristotel)|Poetike]]. Želja po plesu kot novodobna vizija o tem, kako so počeli stari Grki, je Isadoro Duncan spodbudila, da je ustvarila svojo znamko baleta.